# Franklin Virgüez
Franklin José Virgüez Dun est un acteur vénézuélien, né à Barquisimeto (État de Lara) le 1er octobre 1953. Ses rôles comiques sont très populaires ; il vit actuellement à Miami.

## Filmographie
- 1982 : Domingo de resurrección
- 1982 : Cangrejo
- 1983 : Homicidio culposo
- 1983 : La casa de agua
- 1984 : Retén de Catia
- 1986 : Asesino nocturno
- 1986 : Pirañas de puerto
- 1991 : Cuerpos clandestinos
- 1992 : En territorio extranjero

### Télévision
- 1977 : La zulianita
- 1977 : Rafaela
- 1978 : María del Mar
- 1980 : Buenos días Isabel
- 1980 : Emilia
- 1980 : La Goajirita
- 1983 : Marisela
- 1983 : Días de infamia
- 1984 : Leonela
- 1984 : Rebeca
- 1985 : Adriana
- 1986 : La intrusa
- 1987 : Selva María
- 1989 : Pobre Negro
- 1992 : Eva Marina
- 1992 : Por estas calles
- 1995 : Amores de fin de siglo
- 1996 : Los amores de Anita Peña
- 1997 : María de los Ángeles
- 1998 : Aunque me cueste la vida
- 2000 : Hay amores que matan
- 2001 : Carissima
- 2003 : Cosita rica
- 2004 : Ángel rebelde
- 2005 : Se solicita príncipe azul
- 2006 : Mi vida eres tu
- 2006 : Voltea pa' que te enamores
- 2007 : Amor comprado : Saladino
- 2008 : Alma Indomable
- 2010 : Salvador de Mujeres
- 2010-2011 : Eva Luna : El Gallo
- 2011 : lia del mar
- 2014 : Cosita linda

## liens externes
- « Franklin Virgüez » (présentation), sur l'Internet Movie Database